# Oksana Neupokóyeva
Oksana Ivánovna Neupokóyeva –en ruso, Оксана Ивановна Неупокоева– (Stoiba, 14 de enero de 1976) es una deportista rusa que compitió en biatlón. Ganó una medalla de bronce en el Campeonato Mundial de Biatlón de 2008, en el relevo mixto.

## Palmarés internacional
| Campeonato Mundial | Campeonato Mundial | Campeonato Mundial | Campeonato Mundial |
| Año                | Lugar              | Medalla            | Prueba             |
| ------------------ | ------------------ | ------------------ | ------------------ |
| 2008               | Östersund (Suecia) | Medalla de bronce  | Relevo mixto       |